# Лангепаський міський округ
Лангепа́ський міський округ (рос. Лангепасский городской округ) — адміністративна одиниця Ханти-Мансійського автономного округу Російської Федерації.
Адміністративний центр та єдиний населений пункт — місто Лангепас.

## Населення
Населення міського округу становить 44108 осіб (2018; 41670 у 2010, 37182 у 2002).